# Grippe porcine
Ne doit pas être confondu avec la grippe A (H1N1) de 2009, initialement appelée « grippe porcine ».
 Mise en garde médicale

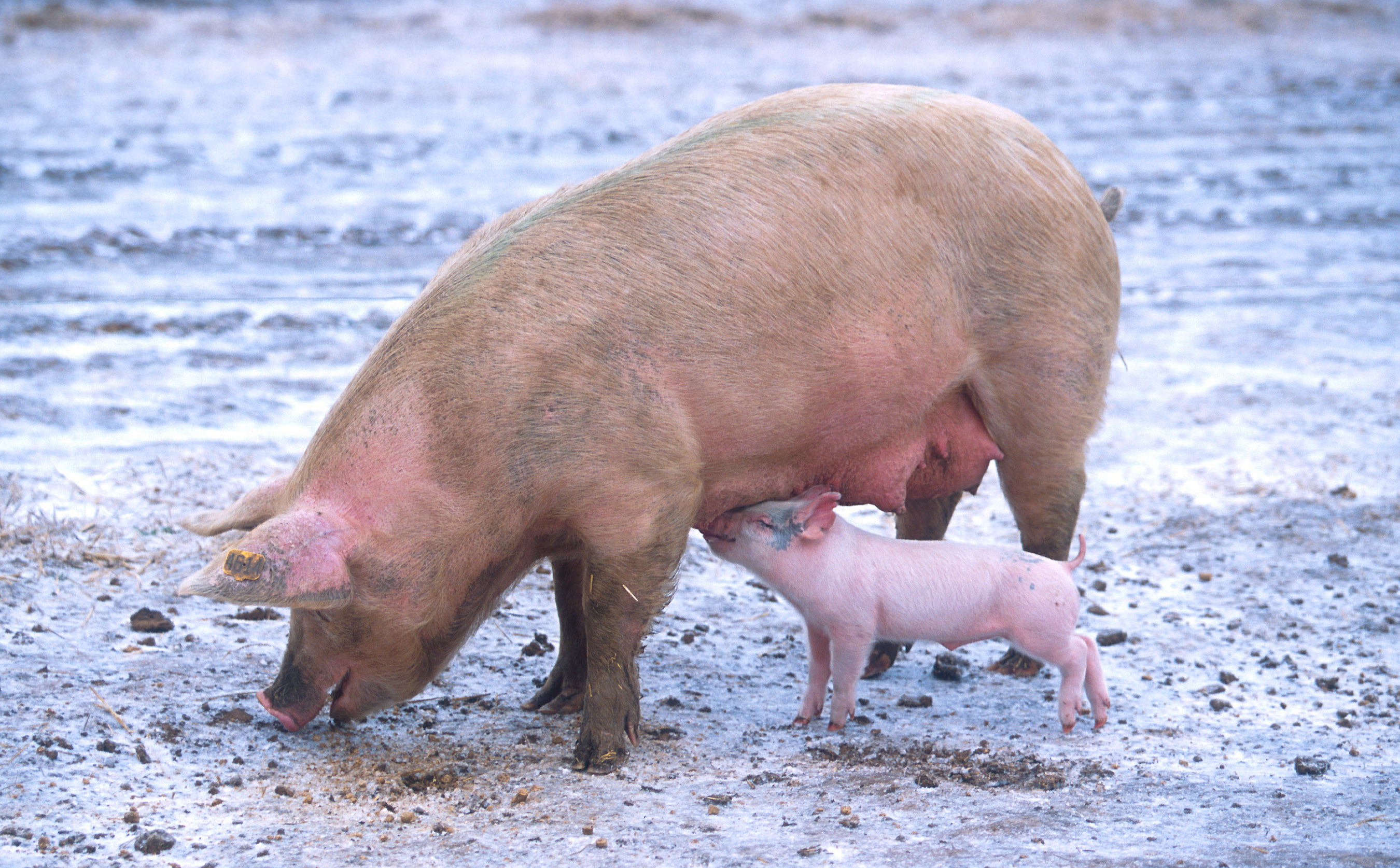
Les virus de la grippe peuvent migrer des cochons aux hommes et aux oiseaux.

Une grippe porcine est une maladie respiratoire provoquée par un virus grippal infectant les cochons. Courante chez les porcs, avec une estimation de 25 % des animaux atteints à l'échelle mondiale, son taux de morbidité est élevé mais son taux de mortalité est faible. La maladie qui se caractérise par un pic de fièvre, de la toux, la perte d'appétit et une respiration difficile guérit spontanément en 7 à 10 jours. Les formes asymptomatiques ne sont pas rares. Du fait et du faible impact sur la prise de poids finale des animaux et de la non-contagiosité de la viande d'animaux infectés, les éleveurs sont peu enclins à une surveillance de cette maladie, qui n'est d'ailleurs sujette à aucune déclaration obligatoire. Le virus est transmis par contact direct et indirect et par aérosols, par des animaux malades ou porteurs asymptomatiques. On ne retrouve pas de saisonnalité marquée contrairement à ce qui s'observe pour la grippe humaine en zone tempérée. Des vaccinations systématiques sont effectuées sur les populations de porcs dans de nombreux pays. 
Le porc est sensible à plusieurs virus grippaux aviaires (H5, H7), dont le plus souvent appartenant au sous-type H1N1, mais d'autres sous-types existent et les porcs peuvent être co-infectés par plusieurs types de virus en même temps, ce qui peut engendrer un virus recombiné résultant du mélange de différents sous-types. Ces virus n'infectent normalement que les porcs mais ils peuvent parfois passer la barrière de l'espèce et provoquer la maladie chez l’homme, généralement chez des personnes en contact étroit avec les porcs. Quelques cas de transmissions interhumaines ont également été rapportés. En 1976, elle causa la mort d'une personne aux États-Unis.
En 2009, les souches de grippe porcine connues comprennent des virus de la grippe C et des virus de la grippe A, notamment certains appartenant aux sous-types H1N1, H1N2, H3N1, H3N2 et H2N3.

## Historique d'une découverte

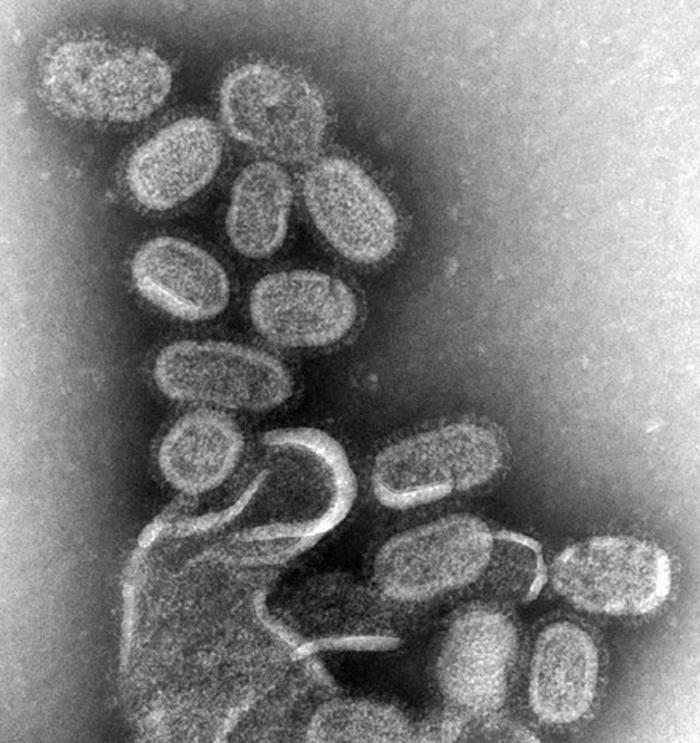
Micrographie électronique de virions recréés du virus de la grippe de 1918, étudiés pour comprendre sa dangerosité et améliorer les vaccins et traitements futurs.

C'est seulement après, et dans la foulée de, la pandémie humaine de grippe de 1918 que la grippe a été pour la première fois observée chez les porcs. J.S. Koen, un vétérinaire de l'Iowa, publia ses observations en 1919 aux États-Unis. D'autres observateurs, moins cités, relevèrent également des faits semblables en Hongriemais aussi en Chine). J.S. Koen  suggérait déjà  que l'étiologie de la grippe humaine et de la grippe porcine étaient commune ce qui lui valut l'opposition d'un professeur de médecine vétérinaire Charles Murray en 1921. En 1922 Dorset et allii décrivent à leur tour cette maladie ; d'accords avec Murray pour écarter l'identité de la grippe humaine et de la grippe des porcs, ils proposent l’appellation de « hog flu » en lieu et place de « swine flu ».  MacBryde décrit à son tour la maladie en 1927 en remarquant une saisonnalité marquée en Iowa  .La grippe porcine qui avait suscité la crainte des éleveurs à son apparition aux États-Unis était considérée comme une maladie bénigne qui ne nécessitait pas le recours au vétérinaire .La faible mortalité était d'ailleurs alors un critère diagnostique a-posteriori permettant de distinguer une infection par grippe de celle consécutive à la peste porcine très mortifère.
C'est Richard E. Shope qui isole le virus de la grippe du porc en 1930, soit trois ans avant que Smith n'isole celui de la grippe humaine, en s'inspirant d'ailleurs des méthodes de Shope. Avec son mentor Paul Lewis, Shope, qui prouva expérimentalement  la contagiosité de la maladie, avait d'abord cru à une origine bactérienne de la maladie conformément à la théorie alors en cours concernant la grippe humaine. De même que le bacille de Pfeiffer était à l'époque considéré comme l'agent étiologique de la grippe humaine, Shope et Lewis considérèrent un temps B. influenzae suis comme étant à l'origine de la grippe porcine ; ils durent abandonner cette hypothèse à la suite d'expériences qui l'infirmaient.Shope expérimenta donc avec du mucus filtré. Suivant qu'il injectait à  des animaux sains des  matières infectées ayant été filtrées ou non il induisait une maladie légère - appelée parfois ultérieurement « filtrate disease » - ou sévère : pour Shope, le virus seul de la grippe porcine ne déclenche qu'une infection légère ; c'est son association avec  l'« haemophilus influenzae suis » qui engendre des infections sévères.Dans les années qui suivent, frappé par le caractère alors fortement saisonnier des épidémies de grippe porcine, et ne disposant pas encore de la connaissance d'autres réservoirs animaux du virus- ce n'est que dans les années 1950 que la « peste aviaire » sera identifiée à une grippe - Shope imagine un cycle infectieux impliquant des vers. Écartée notamment à la suite de la découverte de la grippe aviaire, cette hypothèse demeura peu explorée,.
Durant 60 ans, les grippes porcines ont été presque exclusivement des souches H1N1. Puis, entre 1997 et 2002, de nouvelles souches de trois sous-types différents et cinq génotypes se sont révélés être à l'origine de la grippe chez le porc en Amérique du Nord. En 1997-1998, les souches H3N2 apparurent. Ces souches, qui comprennent des gènes dérivés de réassortiment avec les souches humaine, porcine et aviaire, sont devenues une cause majeure de la grippe porcine en Amérique du Nord. Des réassortiments entre H1N1 et H3N2 ont produit le H1N2. En 1999 au Canada, une souche du H4N6 a franchi la barrière des espèces d'oiseaux pour les porcs, mais a été contenue sur une seule ferme

### Épidémies
1918 : pandémie humaine
La grippe de 1918 chez les humains a été associée au virus de la grippe A (H1N1) et la grippe est aussi apparue chez les porcs.
1976 : épidémie de grippe aux États-Unis
1988 : zoonose
En septembre 1988, un virus de grippe porcine a tué une femme et infecté plusieurs personnes.
1998 : épidémie de grippe porcine aux États-Unis
2007 : épidémie de grippe chez les porcs aux Philippines
2009 : épidémie chez les humains
L'Europe est restée globalement indemne de la grippe porcine jusqu'en 1979 ; l'Italie avait été toutefois touchée dès 1976.
Du fait notamment de l'interdiction de l'importation en Europe de porcs issus du continent américain, l'épidémiologie et la virologie des virus européens et américains sont différentes.

## Une maladie du porc

### Étiologie
La grippe porcine est due à des virus grippaux, virus à ARN appartenant à la famille des Orthomyxoviridae endémiques des porcs, au genre Alphainfluenzavirus et au sous-type H1N1 ou H3N2 le plus souvent. Il s'agit de virus de la grippe A comme le sous-type H1N1, le sous-type H1N2, le sous-type H3N1 et le sous-type H3N2,. Récemment, des recherches ont indiqué que le virus H2N3 pouvait également être à l'origine de ce type de grippe.
Les virus isolés chez le porc et chez l’homme ont une origine commune et des échanges de virus se produisent couramment entre ces deux espèces.
Des chercheurs se penchent actuellement sur le lien qui avait été initialement établi entre le triple hybride de la grippe A (H1N1) et certaines méga-porcheries sales, dangereuses et inhumaines.

### Tableau clinique

Tableau clinique

- Durée d’incubation : 24 à 48 heures
- Symptômes : fièvre importante (41 °C), anorexie brutale, prostration et douleurs musculaires.

Apparition de difficultés respiratoires laissant place à une toux sèche, profonde et quinteuse et un jetage abondant. La guérison a lieu entre le 7e et le 9e jours.

### Diagnostic expérimental
- Mise en évidence de l’agent pathogène par la réaction d’hémagglutination ou des techniques d’immunofluorescence.
- Mise en évidence des grippes porcines par inhibition de l’hémagglutination ou par hémolyse radiale.

### Traitements
À titre préventif la vaccination peut être adoptée. Dans la pratique ce sont les truies qui sont vaccinées de façon qu'elles transmettent l'immunité acquise aux porcelets dès leur naissance. La durée de l'immunité ainsi acquise est limitée .En date de 2008, les vaccins disponibles étaient basés sur des virus inactivés adjuvantés.

### Épidémiologie
- Espèces affectées : le porc (sanglier, pécari...), l'Homme et rarement, chez les oiseaux comme la sauvagine par exemple.
- Sources et transmission de l’infection : le virus est excrété dans le milieu extérieur par les malades ou porteurs du virus sous forme d’aérosols, ou dans les sécrétions nasales ou trachéobronchiques. Le virus peut aussi être transmis de façon indirecte par les véhicules, le lisier, les trottoirs, etc.

Un vers parasite (strongle ou Metastrongylus) semble pouvoir être aussi impliqué dans la diffusion du virus

## Transmission à l'homme
La grippe porcine a été signalée à plusieurs reprises en tant que zoonose chez les humains, habituellement avec une distribution limitée, rarement avec une large distribution.  
C'est seulement en 1976 que fut apportée la preuve définitive d'une contamination d'un homme par un virus porcin.
Compte tenu de la faiblesse de la surveillance épidémiologique de cette maladie, l'ECDC invite à n'envisager la fréquence de la transmission à l'homme qu'avec une grande prudence.
La grippe porcine a été suspectée pour la première fois d'être liée à la grippe humaine au cours de la pandémie de grippe de 1918, lorsque des porcs sont tombés malades en même temps que l'homme. La possibilité de réservoirs de virus animaux a été envisagée dès 1918 par S. Kohen, vétérinaire dans l'État d'Iowa.
La forme H1N1 de la grippe porcine est l'un des descendants de la souche qui a causé la pandémie de grippe de 1918,. En plus de la persistance chez les porcs, les descendants du virus de 1918 ont également circulé chez l'homme au cours du XXe siècle, contribuant aux épidémies de grippes saisonnières. Toutefois, la transmission directe du porc à l'homme est rare, avec seulement 12 cas aux États-Unis depuis 2005. Néanmoins, le maintien des souches d'influenza chez les porcs après que ces souches ont disparu de la population humaine pourrait faire des porcs un réservoir où les virus de la grippe peuvent persister, émergeant plus tard pour réinfecter l'homme.

## Impact économique
Les épidémies sont fréquentes dans l'espèce porcine et sont responsables d'importantes pertes économiques[réf. nécessaire] dans l'industrie, principalement en causant des retards de croissance et de temps de mise sur le marché. Un document de l'ECDC de novembre 2011 note toutefois que les éleveurs sont peu enclins à surveiller cette maladie qui n'a qu'un impact réduit sur la prise de poids finale.